# Listă sucursale și societăți AGIR
Aceasta este o listă cu sucursale și societăți din cadrul AGIR.

## Sucursale AGIR
- Sucursala Alba - AGIR Alba
- Sucursala Arad - AGIR Arad
- Sucursala Argeș - AGIR Argeș
- Sucursala Avrig-Mârșa - AGIR Avrig-Mârșa
- Sucursala Bihor - AGIR Bihor
- Sucursala Botoșani - AGIR Botoșani
- Sucursala Brașov - AGIR Brașov
- Sucursala Caras-Severin - AGIR Caras-Severin
- Filiala Cluj - AGIR Cluj
- Sucursala Constanta - AGIR Constanta
- Sucursala Dolj - AGIR Dolj
- Sucursala Galați - AGIR Galați
- Sucursala Gorj - AGIR Gorj
- Sucursala Hunedoara - AGIR Hunedoara
- Sucursala Iași - AGIR Iași
- Sucursala Sibiu - AGIR Sibiu
- Sucursala Suceava - AGIR Suceava
- Sucursala Timiș - AGIR Timiș

## Societăți AGIR
- Societatea de Inginerii Agricole - AGIR SIA
- Societatea de Vest pentru Calitate - AGIR SVC
- Societatea Femeilor Inginer - AGIR SFI
- Societatea Inginerilor din Telecomunicații - AGIR SIT
- Societatea Inginerilor din Transporturi - AGIR SIT
- Societatea Experților Tehnici Extrajudiciari și Consultanți - AGIR SETEC
- Societatea de Protecție la Foc, Sucursala Timiș AGIR - AGIR SPF Suc. Timiș